# Anthony Patrick Fairall
Anthony Patrick Fairall (Londra, 15 settembre 1943 – Hout Bay, 22 novembre 2008) è stato un astronomo sudafricano.
Noto per il suo lavoro nella scoperta delle strutture più grandi dell'universo, come i filamenti delle galassie e i vuoti, è stato il direttore dell'attuale planetario Iziko di Città del Capo e un noto divulgatore di astronomia in Sudafrica.
Fairall nacque a Londra e si trasferì con la famiglia a Johannesburg, in Sudafrica, nel 1948 e poi ad Harare, in Zimbabwe, nel 1953. Studiò all'Università di Città del Capo, completando la laurea triennale nel 1966. Studiò per il dottorato con Gerard de Vaucouleurs e Fritz Zwicky all'Università del Texas ad Austin, dove conseguì la laurea nel 1970.
Fairall scoprì e chiamò Fairall 9 la galassia Seyfert 1 (attiva) più luminosa.
Nel 2008 è morto in seguito ad un'immersione.

## Libri
- A. P. Fairall, Large Scale Structures in the Universe, 1998.
- A. P. Fairall, Cosmology Revealed: Living Inside the Cosmic Egg, Springer, 2000, ISBN 978-1852333225.
- A. P. Fairall, Starwatching, Struik Publishers, 2003, ISBN 978-1868727384.